# Toivo Korpela
Toivo Korpela, född 13 januari 1900 i Etseri, död 9 januari 1963, var en finsk lantbrukare och predikant.

## Biografi
Korpela föddes som son till drängen Santeri Kallenpoika Korpela och Elisabet Heikintytär Pennala. Han växte upp i ett fattigt hem och hans mor var varmt troende, något som kom att påverka Korpela starkt. Korpela gjorde sin värnplikt vid Vita gardet i Helsingfors och började redan då tala på väckelsemöten. Vid denna tid var han i praktiken analfabet, men då han blev myndig bedrev han självstudier och fortsatte sedan predika, främst bland læstadianerna i norra Finland.
Som predikant och talare ansågs Korpela lysande. Han var synnerligen bibelkunnig och hade goda ledaregenskaper, med en förmåga att entusiasmera och inspirera. Som ofta var fallet inom læstadianismen var hans predikningar färgstarka och mustiga.
År 1927 kom han till Tornedalen. Det var vanligt att læstadianernas predikanter färdades vida omkring och Korpela besökte bland annat Kiruna och Karesuando. Det stod inte länge på förrän ryktet om den nye predikanten spred sig och kyrkornas finskspråkiga gudstjänster som haft låga besökstal blev nu mycket populära. Hans ord startade en bred väckelse bland den fattiga och lågutbildade befolkningen och han hade snart en stor skara beundrare.
Korpelas verksamhet, som skedde inom ramen för læstadianismen, sågs dock inte med blida ögon av andra delar av læstadianrörelsen. Starka informella ledare kan ses som ett hot mot etablerade maktstrukturer och Korpelas framgångar väckte avund och oro. År 1931 anordnade svenska læstadianer ett möte i Lannavaara varvid man öppet sade att Korpela "fallit i synd" och att "Gudsordets auktoritet var i fara". Han beskylldes även för att ekonomiskt ha utnyttjat sin position. Dessutom bröt han mot læstadianernas regler som stadgade att en ung predikant alltid skulle ha en äldre och erfaren predikant med på alla möten. Till slut uteslöts Korpela ur församlingen.
Korpela och hans verksamhet gav upphov till Korpelarörelsen. Han ledde verksamheten fram till 1934 då ledarskapet togs över av Sigurd Siikavaara. Korpela återvände till Finland i januari 1935 och var därefter inte verksam i Sverige.